# Ichirō Ōkouchi
Ichirō Ōkouchi (大河内 一楼, Ōkouchi Ichirō, Sendai, 28 de março de 1968) é um roteirista e romancista japonês. Ele é graduado pela Universidade de Waseda, Faculdade de Ciências Humanas.
Ōkouchi é mais conhecido por colaborar com o diretor Gorō Taniguchi por compor a história e o roteiro da produção original da Sunrise, Code Geass: Lelouch of the Rebelion em 2006 e sua sequela Code Geass: Lelouch of the Rebellion R2 em 2008.

## Trabalho

### Anime
- Turn a Gundam (Roteiro Episódico; 1999)
- Angelic Layer (composição da série, roteiro; 2001)
- Overman King Gainer (composição da série, roteiro; 2002)
- Azumanga Daioh (composição da série, roteiro; 2002)
- RahXephon (roteiro de episódios; 2002)
- Wolf's Rain (roteiro episódico; 2003)
- Stellvia (roteiro de episódios; 2003)
- Planetes (composição da série, roteiro; 2003)
- Mahou Sensei Negima! (Composição da série, roteiro; 2005)
- Eureka Seven (roteiro de episódios; 2005)
- Brave Story (roteiro de cinema; 2006)
- Code Geass: Lelouch of the Rebelion (História original, composição da série, roteiro; 2006–07)
- Code Geass: Lelouch of the Rebelion R2 (História original, composição da série, roteiro; 2008)
- Shigofumi: Letters from the Departed (composição da série, roteiro; 2008)
- Magic Tree House (roteiro de cinema; 2011)
- Guilty Crown (composição da série Assistant, roteiro episódico; 2011)
- Berserk: Golden Age Arc I-III (roteiro de trilogia de filmes; 2012–13)
- Fuse Teppō Musume no Torimonochō (roteiro de cinema; 2012)
- Mobile Suit Gundam: The 08th MS Team: Battle in Three Dimensions (roteiro de curta-metragem, 2013)
- Valvrave the Liberator (composição da série, roteiro; 2013)
- Space Dandy (Roteiro para o Episódio 5; 2014)
- Koutetsujou no Kabaneri (composição da série, roteiro; 2016)
- Princess Principal (composição da série, roteiro para os episódios 1 a 10; 2017)
- Devilman Crybaby (composição da série, roteiro; 2018)
- Hakumei and Mikochi (roteiro para os episódios 4 e 7; 2018)
- Lupin the Third Part 5 (composição da série, roteiro; 2018)
- Code Geass: Lelouch of the Re;surrection (Roteiro; 2019)

### Romances
- Revolutionary Girl Utena 1: Ao no Sōjo (1998)
- Revolutionary Girl Utena 2: Midori no Omoi (1998)
- Martian Successor Nadesico: Ruri no Kōkai Nisshi (1998)
- Martian Successor Nadesico: Channeru Ha Ruriruri De (1998)
- Martian Successor Nadesico: Ruri A Kara B ele no Monogatari (1999)
- Mobile Suit Gundam: The 08th MS Team (1999)
- Akihabara Dennō Gumi: Tsubame Hatsu Taiken !? Kurabu Katsudō Sentō Chū (1999)
- Starbows (2001)
- Chicchana Yukitsukai Sugar (2002)

Fontes: